# Eperjesi evangélikus kollégium
Az eperjesi evangélikus kollégium az első evangélikus főiskola volt a történelmi Magyarországon.

## Története
Eperjesen a 15. századtól működött iskola. 1531-ben a város evangélikus lett, így az iskola is evangélikus iskolaként működött.
1665-ben az evangélikus főurak – gróf Thököly István vezetésével – és felső-magyarországi városok – köztük Kassa, Eperjes, Bártfa, Kisszeben, Lőcse, Késmárk – képviselői Kassán összegyűltek, elhatározták, hogy létrehoznak egy magasabb szintű oktatást is nyújtó iskolát, kollégiumot, és a kollégium helyének Eperjest választották.
A magasabb szintű oktatás iránti igényt egyrészt az erősödő városi polgárság és a differenciálódó állami, városi és egyházi közigazgatás, másrészt a lelkészek addig nagyrészt német egyetemeken történő képzésének nehézsége teremtette meg.
Az oktatást ekkor még az egyházak szervezték. A 16. század közepén a térségben a katolikusok létrehozták a nagyszombati egyetemet (1635) és a kassai jezsuita főiskolát (1657). A reformátusok I. Rákóczi György sárospataki birtokos és erdélyi fejedelem majd özvegye, Lorántffy Zsuzsanna támogatásával magas szintre fejlesztették a 16. században alapított sárospataki kollégiumot (amit 1650-54 között Comenius itteni tevékenysége fémjelez). A harmincéves háborút követően a katolikus Habsburgok szorosabb kontrollt gyakoroltak országaikban, ami kiélezte a felekezetek közti versengést. Ebben a helyzetben az evangélikusoknak is létre kellett hozniuk egy kollégiumot.
A hely választásakor Eperjes mellett szólt, hogy a város egésze evangélikus volt, és vállalta a kollégium működtetésének anyagi támogatását. Emellett a felső-magyarországi szabad királyi városok között Eperjes volt középen, és csak Kassa és Eperjes rendelkezett korszerű erődítménnyel.
1667-ben kezdte meg működését az eperjesi evangélikus kollégium.
I. Lipót király (1657-1705) egyre szorosabb kontrollja – ennek csúcspontjaként a Wesselényi-összeesküvésben résztvevő Thököly Istvánnal és Rákóczi Ferenccel való leszámolás – és az egyre erőszakosabb ellenreformáció miatt négy év alatt ellehetetlenült a kollégium működése. Ugyanakkor a kollégium erejét mutatja, hogy Thököly Imre és II. Rákóczi Ferenc fejedelemsége (1682-85, 1704-11) idején is azonnal újraindult, ha csak néhány évre is.
Miután II. József király (1780-90) a türelmi rendelettel szabadabb vallásgyakorlást engedélyezett, 1785-ben ismét megkezdte működését az eperjesi evangélikus kollégium. Ezután egészen addig fennállt, amíg Eperjes Magyarország része volt. Nyolcosztályos gimnáziumi és kétosztályos, később háromosztályos főiskolai képzést nyújtott.

## Neves diákjai
- Petrőczy István (1654-1712) kuruc tábornok és szenátor
- Thököly Imre (1657-1705) fejedelem
- Berthóti Zsigmond (1658–1748) kuruc lovassági ezredeskapitány
- Dessewffy Arisztid (1802-1849) honvéd vezérőrnagy, aradi vértanú
- Kossuth Lajos (1802-1894) kormányzó
- Pulszky Ferenc (1814-1897) a Magyar Nemzeti Múzeum meghatározó igazgatója

## Igazgatói
Michael Pancratius (1631-1690); 
Pomarius Sámuel (1624-1683); 
Ladiver Illés (1633-1686); 
Rezik János (?-1710); 
Carlowszky János (1721-1794); 
Kralovánszky András; 
Mayer András (1753-1832); 
Greguss Mihály (1793-1838); 
Munyay Antal Lajos (1787-1849); 
Vandrák András (1807-1884); 
Hazslinszky Frigyes Ákos (1818-1896); 
Vécsey Tamás (1839-1912); 
Hörk József (1848-1910);
Gömöry János (1869-1966); 
Maléter István (1870-1933)